# فاصل أوسط (طرق)

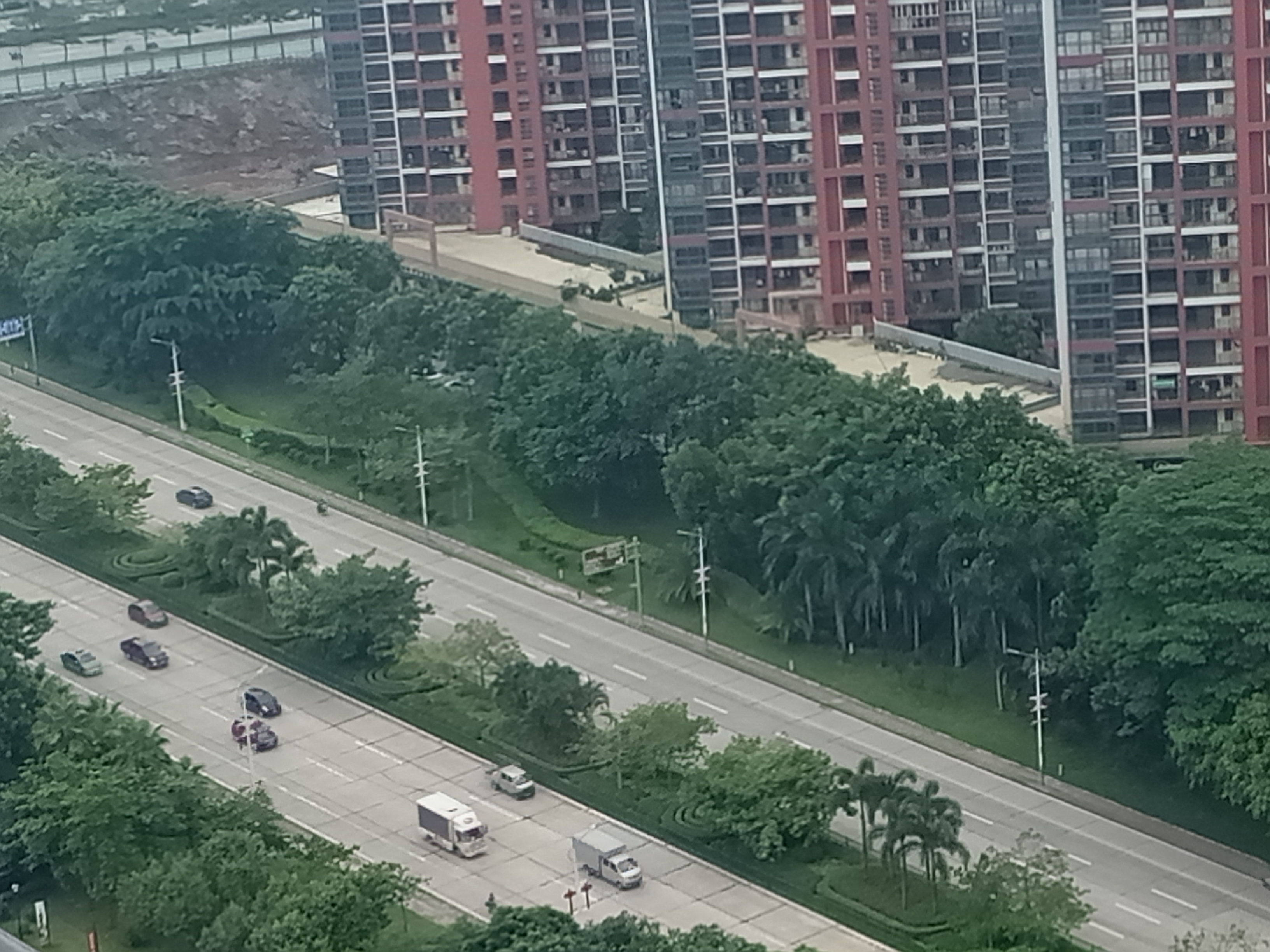
فاصل أوسط مقسم على طريق سريع في هويتشو

الفاصل الأوسط (بالإنجليزية: Median strip)‏ أو الحجز المركزي (بالإنجليزية: central reservation)‏ أو الأرض المركزية (بالفرنسية: Terre-plein central)‏هو المنطقة المحجوزة التي تفصل بين حارات الحركة المرورية التي تكون عموما في اتجاهين متعاكسين على الطرق المقسمة، مثل الطرق السريعة المقسمة والطرق المزدوجة والطرق السريعة والطرق السيارة. ينطبق المصطلح أيضًا على طرق مقسمة بخلاف الطرق السريعة، مثل بعض الشوارع الرئيسية في المناطق الحضرية أو الضواحي. قد تكون المنطقة المحجوزة ممهدة ببساطة، ولكن عادة ما يتم تكييفها مع وظائف أخرى؛ على سبيل المثال، قد يستوعب المناظر الطبيعية المزخرفة أو الأشجار أو حاجز نيوجيرسي أو سكة حديدية أو خطوط النقل السريعة أو خطوط القطار الخفيف أو خطوط النرام.

تخطيط نموذجي لطريق سريع ذو جهة سير يَسَارِية في أيرلندا وجنوب إفريقيا. تستخدم إسرائيل، وهي إحدى دول ذات جهة سير يمنى، نسقًا مشابهًا.

## المصطلحات الإقليمية
لا يوجد لهذا المصطلح معيار في اللغة الإنجليزية الدولية. المصطلحات «الأوسط»، «الفاصل الأوسط»، «جزيرة الحاجز الأوسط»  شائعة في الإنجليزية الأمريكية الشمالية والإنجليزية الأسترالية. توجد أيضا مصطلحات إقليمية في أمريكا الشمالية مثل «الأرض المحايدة» في استخدام منطقة نيو أورليانز.
مصطلح الحجز المركزي هو الاستخدام المفضل في الإنجليزية البريطانية. كما أنه يوجد على نطاق واسع في الوثائق الرسمية في بعض المناطق غير البريطانية مثل جنوب إفريقيا، حيث توجد كلمات إقليمية غير رسمية أخرى، على سبيل المثال middelmannetjie، والتي تشير في الأصل إلى الحدبة الناشئة بين العجلات في الطريق المُغْبر.  في مناطق أخرى، يسمى بالقسم المحايد وبالفاصل الطبيعي المركزي باللغة الإنجليزية الأسترالية.
بالإضافة إلى ذلك، يتم استخدام مصطلحات مختلفة لتحديد مسارات المرور في طريق متعدد المسارات. استخدام أمريكا الشمالية يدعو الحارات الواقعة الأقرب إلى خط الطريق في وسط الحارات «الداخلية»، في حين أن الاستخدام البريطاني يدعو هذه الحارات إلى الحارات «الخارجية». وبالتالي، لنزع الارتباك فإن تسمية هذه الحارات المركزية بـ «العبور» أو «السريعة» أو «التجاوز» في السياقات الدولية، بدلاً من استخدام التمييز الداخلي / الخارجي الغامض. يمكن أن تسبب الاختلافات الإقليمية بين جهة السير من اليمنين وجهة السيرمن اليسار مزيدًا من الالتباس.

## سمات بدنية
في بلجيكا، الأرض المركزية هو تهيئة طولية يهدف إلى فصل مسالك الطرق، باستثناء علامات الطرق. يمكن أن يكون الأرض المركزية بمثابة ارتفاع، خاصة في شكل ملجأ أو سكة أمان أو شريط أخضر.
في فرنسا، يمكن أن تشير الأرض المركزية إلى الفاصل بين مسلكين مروريين، أو إلى المساحة الواقعة في وسط مفترق الطرق الدوار.
لبعض الفواصل الأوسطية وظيفة ثانوية مثل كونها مناطق خضراء أو أحزمة خضراء لتجميل الطرق. من الناحية العملية يمكن أن: تزرع أعشاب المروج مع القص المنتظم أو تزرع الاعشاب باستعمال البذر المائي أو بذور الاعشاب البرية بحيث تُجدد نفسها سنويا أو إنشاء مناظر طبيعية واسعة من المزروعات من أشجار، وشجيرات ونباتات معمرة عشبية وأعشاب الزينة. عندما تكون المساحة كافية يمكن زرعه بالشجيرات لخلق سياج نباتي يساعد في حجب ضوء المصابيح الأمامية من المركبات المتحركة القادمة من الاتجاه المعاكس كما توفر للطريق حاجز مرن مقارنة بالجواجز الخرسانية. في مجالات أخرى، فإن الفاصل الأوسط قد يكون مستغلا من طرف نظام النقل العام، مثل السكك الحديدية الخفيفة أوخط النقل السريع، على سبيل المثال الخطوط الحمراء والزرقاء شيكاغو لي حيث تسير جزئيا في الفواصل الأوسطية للطرق السريعة دان ريان، أيزنهاور، كينيدي.
على النقيض من الفاصل الأوسط للطرق الرئيسية، غالبًا ما يتخذ في المناطق الحضرية شكل جزر مرورية مركزية ترتفع عن مستوى الطريق. وغالبا ما توجد هذه على الطرق الشريانية الحضرية. في أبسط أشكالها، يتم رفع هذه بالحواف الخرسانية، ولكن يمكن أيضًا تنسيقها بالعشب أو الأشجار أو تزينها بالطوب أو الحجارة. توجد هذه الفواصل الأوسطية أيضًا في بعض الأحيان في الشوارع الصغيرة أو السكنية، حيث تعمل في المقام الأول كعنصر لتهدئة حركة المرور أو للمنظر الطبيعي وزيادة في تعزيز السلامة في حاة منع الانعطاف وفصل الاتجاهات المعاكسة لحركة المرور ذات التدفق الكبير.
في بعض المناطق، مثل كاليفورنيا، أحياناً لا يزيد الفاصل الأوسط للطرق السريعة عن جزء محدد من الطريق المعبدة، يشار إليه بمسافة بين مجموعتين من الخطوط الصفراء المزدوجة.قانونياً يشبه هذا الخط الأصفر المزدوج مرتان أو الفاصل الأوسط الملون الجزر المرورية بحيث لا يُسمح للمركبات بعبورها، على عكس مجموعة واحدة من الخطوط الصفراء المزدوجة التي قد تسمح في بعض الحالات بالانعطاف مروراً بالخط المزدوج. تم استخدام هذا الترتيب لخفض التكاليف، بما في ذلك الأوساط الضيقة مما هو ممكن مع الشريط المزروع، ولكن تشير الأبحاث إلى أن مثل هذه الأوساط الضيقة قد يكون لها أدنى فائدة من الأمان مقارنةً بعم وجود الأوسط من أصله.

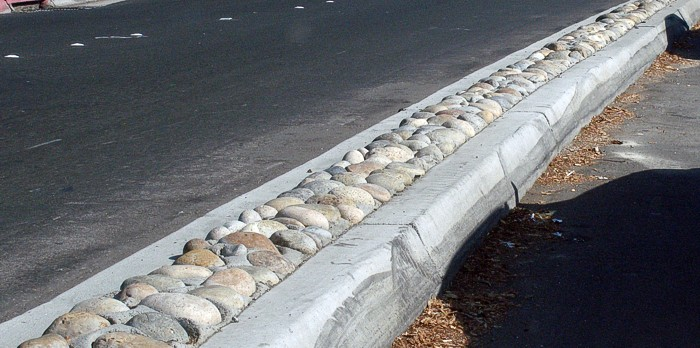
فاصل أوسط لطريق رئيسي في كاليفورنيا مع حصى زخرفية مدرجة

## عرض

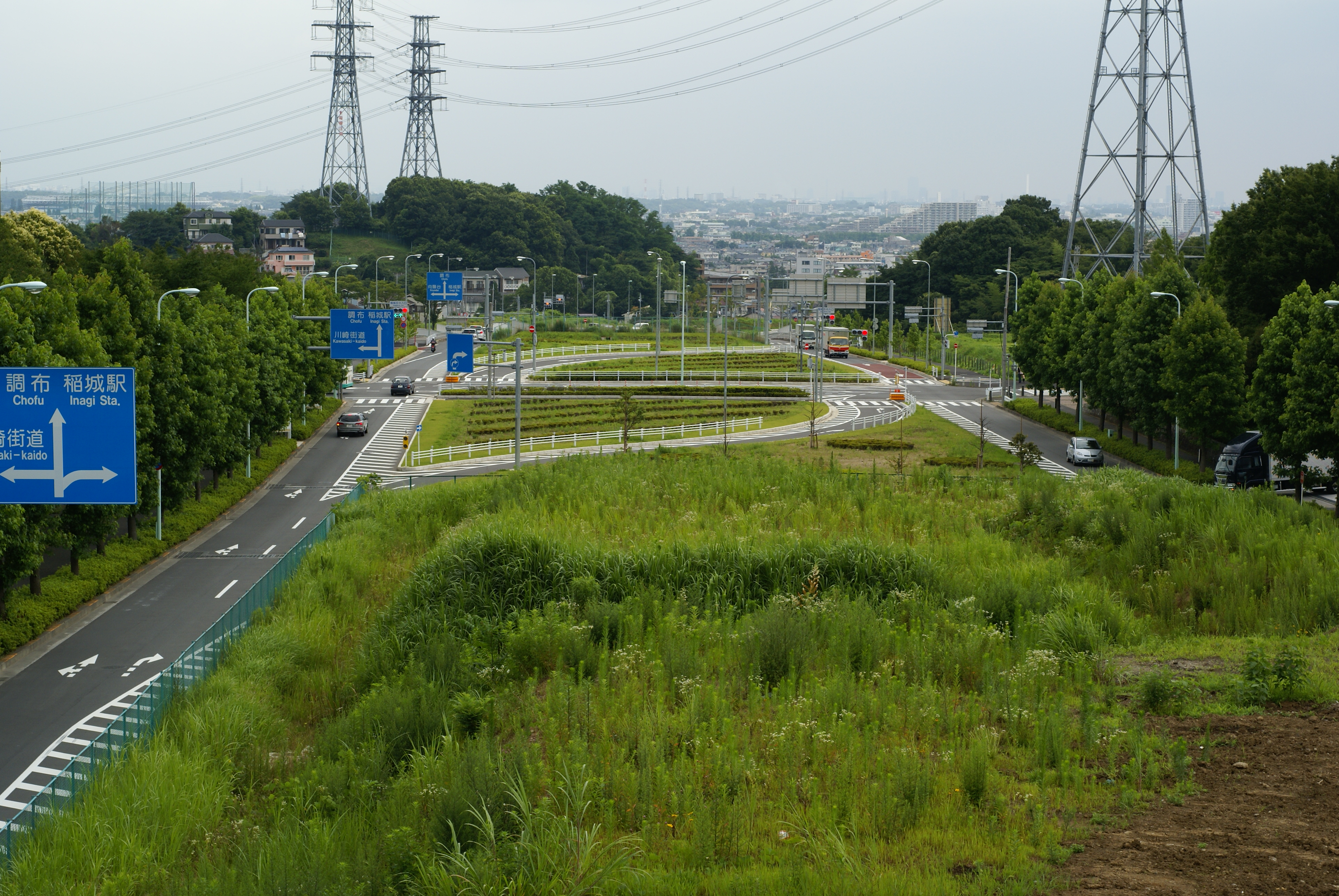
فاصل أوسط بعرض 50 متر في إناجي، طوكيو.

الفاصل الأوسط في المملكة المتحدة (حيث يُعرف باسم الحجز المركزي) وغيرها من البلدان الأوروبية المكتظة بالسكان (حيث تُعرف بأسمائها المحلية) لا يكون عادة أكبر من ممر حركة مرور واحد. في بعض الحالات، ومع ذلك، يتم تمديده. على سبيل المثال، إذا كان الطريق يمر عبر التضاريس الجبلية، فقد يتعين بناء الطرق على مستويات مختلفة من المنحدر. مثال على ذلك هو على الطريق السريع M5 لأنه يصعد بجانب وادي غوردانو جنوب بريستول.
يوجد مثالان على شبكة الطرق في المملكة المتحدة حيث تكون المسافة الفاصلة بين مسالك الطرق عدة مئات من الأمتار، في قسم من خط إم6 السريع بين شاب [الإنجليزية] وتيباي [الإنجليزية]، يُسمح لطريق محلي بالمرور بينهما، وعلى خط إم62 السريع حيث يوجد القسم الأعلى الذي يمربينينز [الإنجليزية] المشهور والذي يحتوي على أوسط واسع بما فيه الكفاية لاحتواء مزرعة. الاستثناء الرئيسي الآخر هو الطريق السريع A38 (M) Aston Expressway، والذي يحتوي على مسلك فردي يتكون من سبعة حارات، حيث تتحرك الحارة الوسطى حسب تدفق حركة المرور (نظام يُعرف باسم تدفق المد والجزر أو حارة قابلة للانعكاس [الإنجليزية]).
اعتبارًا من يناير 2005 واستناداً إلى أسباب السلامة، فإن سياسة وكالة الطرق السريعة [الإنجليزية] في المملكة المتحدة هي أن جميع مخططات الطرق السريعة الجديدة يجب أن تستخدم الحواجز الدرج الخرسانية [الإنجليزية] عالية الاحتواء في الأوسط (الحجز المركزي). يجب على جميع الطرق السريعة الحالية ان تستعمل الحواجز الخرسانية كجزء من عمليات التحديث المستمرة ومن خلال الاستبدال عند وصول الأنظمة الحالية إلى نهاية عمرها الافتراضي. هذا التغيير في السياسة ينطبق فقط على الحواجز في وسط الطرق السريعة وليس على الحواجز الجانبية. اما الطرق الأخرى فسوف تستمر في استخدام الحواجز الفولاذية.
في أمريكا الشمالية، وبعض البلدان الأخرى التي لديها مناطق واسعة ذات كثافة سكانية منخفضة، قد يتم فصل الحارات لحركة المرور المتعارضة خارج المناطق المكتظة بالسكان بالحقول أو الغابات بعرض عدة مئات من الأمتار (مثال على ذلك هو الطريق السريع العابر لكندا بالقرب من آرنفولد [الإنجليزية] بمقاطعة ساسكاتشوان الكندية، حيث تتباعد الحارات المتجهة شرقًا وغربًا فيما بينها إلى مسافة 5 كيلومتر (3.1 ميل))، ولكن هذا البعد يتقارب إلى عرض حارة عند اختراق مناطق الضواحي والمدن. في المناطق الحضرية، يتم استخدام الحواجز الخرسانية (مثل حواجز نيوجيرسي) وقضبان الحماية [الإنجليزية] (أوقضبان التوجيه [الإنجليزية]).
في ديدام، ماساتشوستس، يقع مركز إصلاحية مقاطعة نورفولك (سجن ولاية) بالكامل داخل أوسط واسع من طريق ماساتشوستس 128 [الإنجليزية]. تم افتتاح هذه المنشأة التي تسع ل502 سريراً في عام 1993 كمنشأة مُقامة في مساحة بناء شاغرة في العقارات غير المستخدمة سابقًا والتي تم عزلها بواسطة الطريق السريع المقسم في أوائل الخمسينيات.

## أوسط مقلوب
تتضمن بعض الطرق السريعة في أمريكا الشمالية أواسط «مقلوبة»، حيث تفصل مسالك الطرق التي تعمل في الاتجاه المعاكس للسير عن البلد الذي توجد فيه.

## استخدام السكك الحديدية

### أوروبا
- خط سكة حديد أثينا-كياتو وخط مترو أثينا م3 على طول أتيكي أودوس
- خط 25N من تقاطع مطار بروكسل الدولي إلى ميشيلين على طول الطريق السريع إي 19
- الخط من مطار سخيبول على طول الطرق السريعة A4 و A10 إلى أمستردام
- وايسن ستادتبان على طول الطريق السريع الفيدرالي 40
- خط أوريسند على طول الطريق الأوروبي إي20 جنوب مالمو [7]

### شمال أمريكا
- الخط 1 جامعة يونج على طول طريق آلن في شمال غرب تورونتو، أونتاريو، كندا

#### الولايات المتحدة الامريكانية
كاليفورنيا

### جنوب أمريكا
- خط مترو سانتياغو 2 في تشيلي على طول طريق العابر لأمريكا

## معرض صور

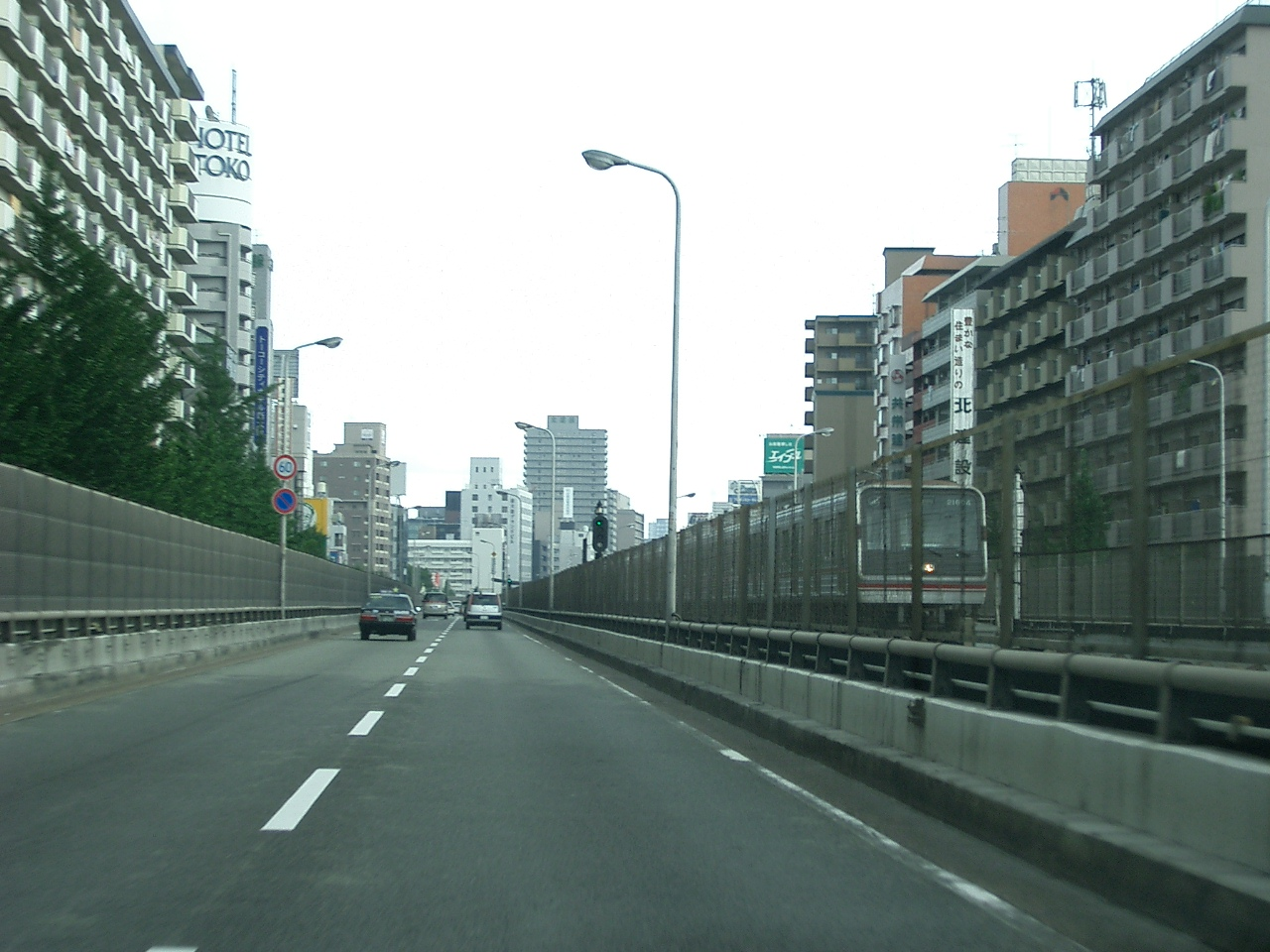
طريق اليابان الوطني 423 في Kita-ku، أوساكا مع خط مترو أوساكا Midōsuji في الوسط.
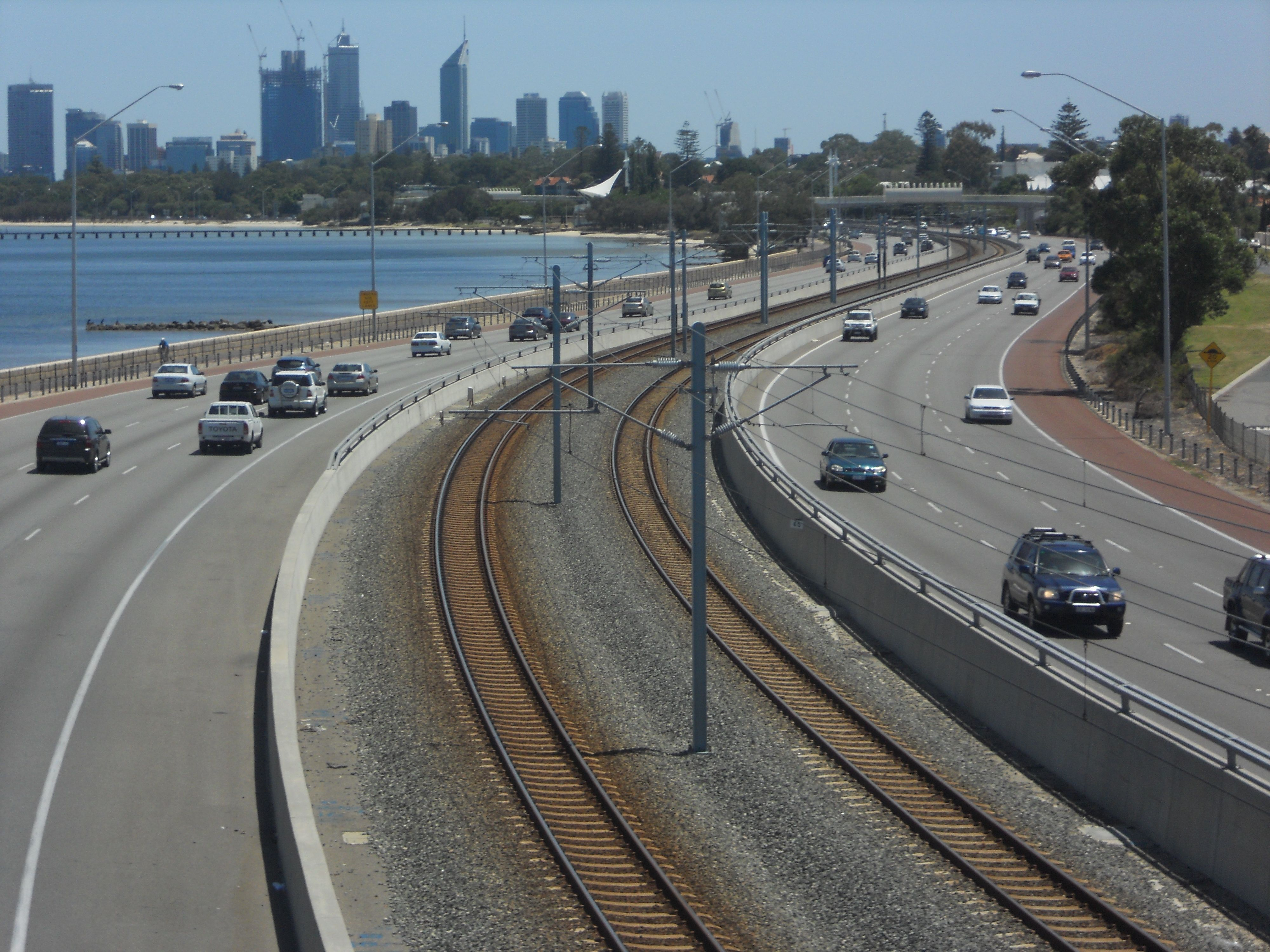
يحتوي طريق كوينانا السريع في بيرث، أستراليا على خط سكة حديد ماندورا
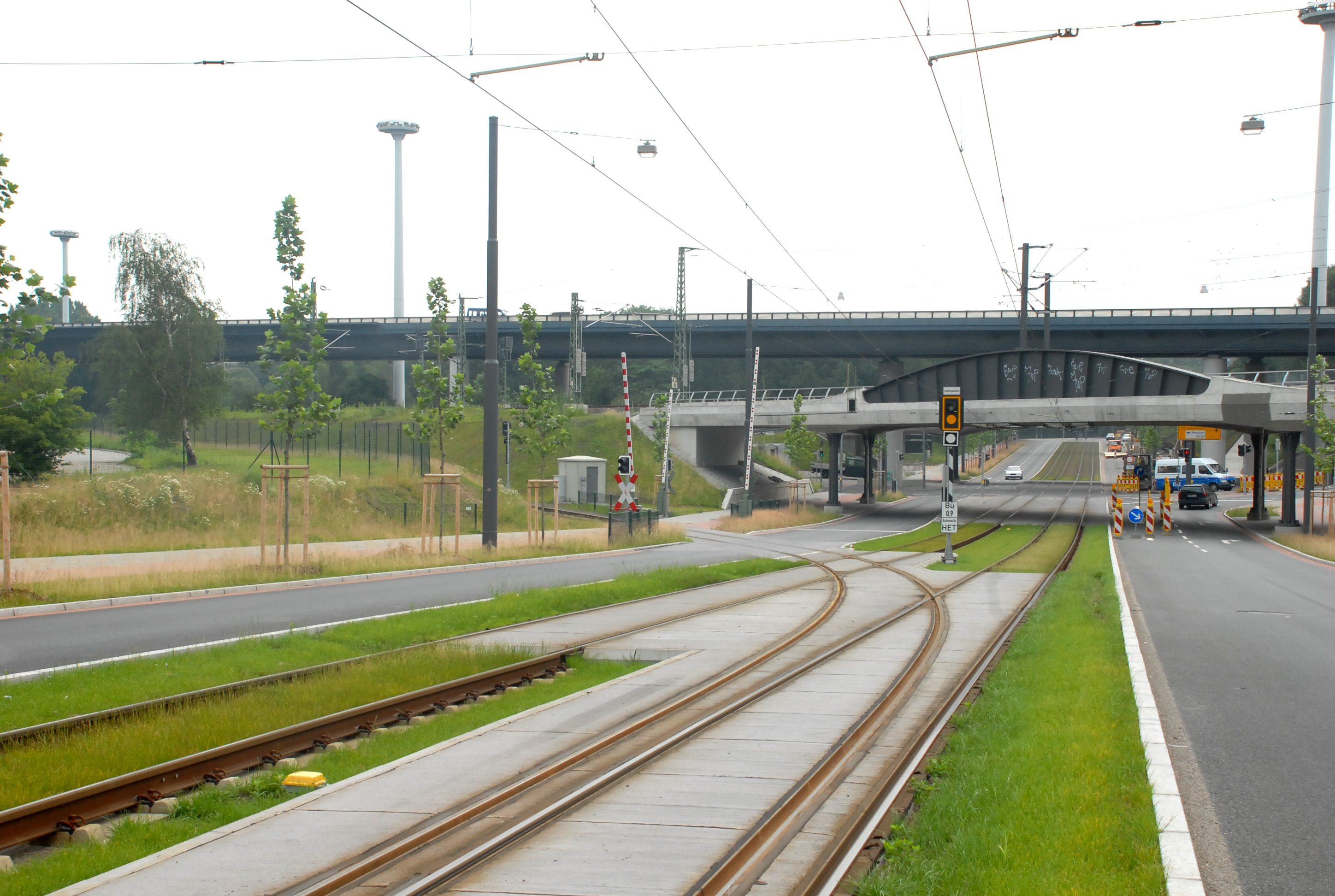
خط ترام متوسط في بريمن، ألمانيا، مثال لفاصل أوسط يشغله خط ترام.
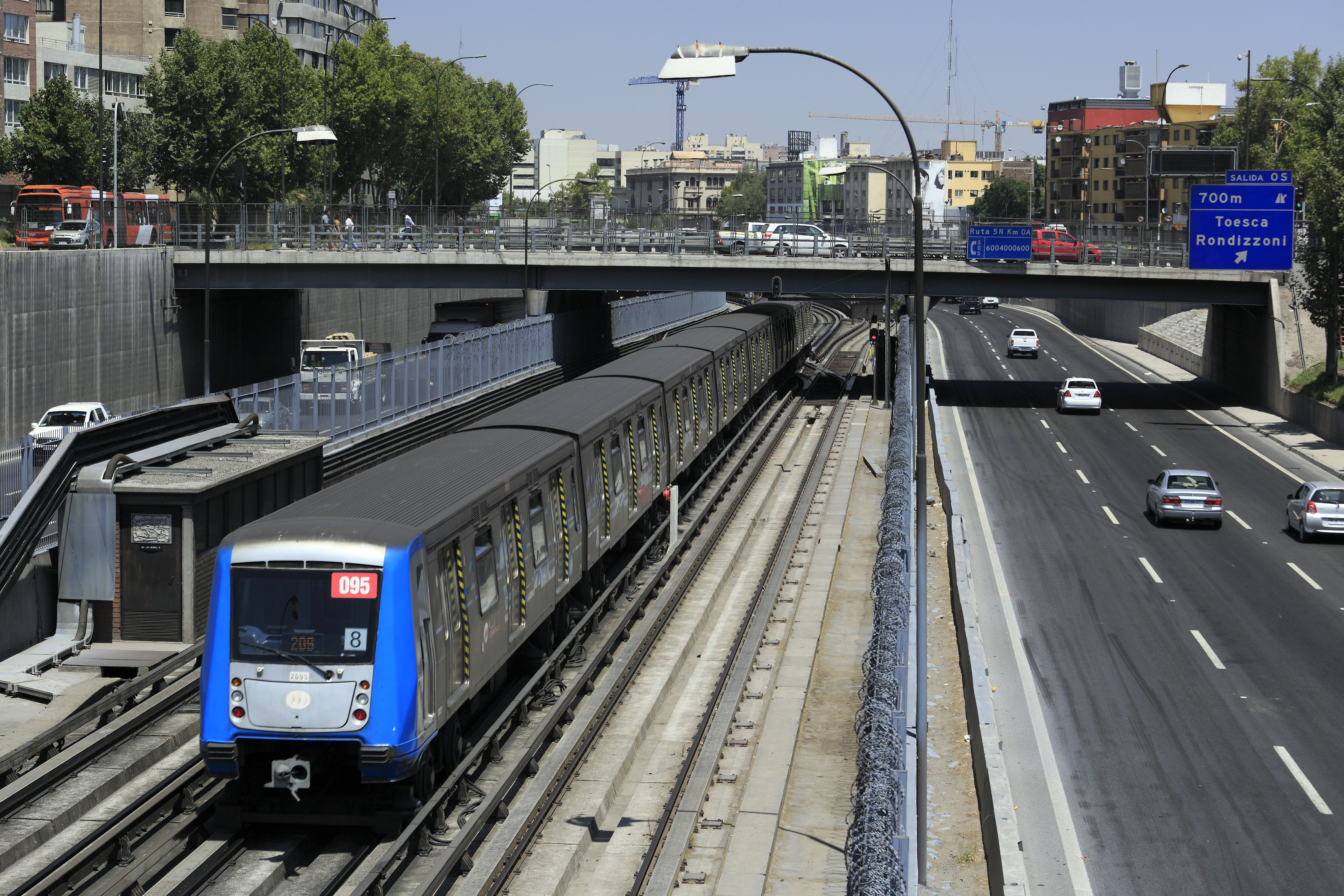
يحتوي جزء من طريق Pan American السريع في تشيلي على الخط 2 لمترو سانتياغو بوسطه.
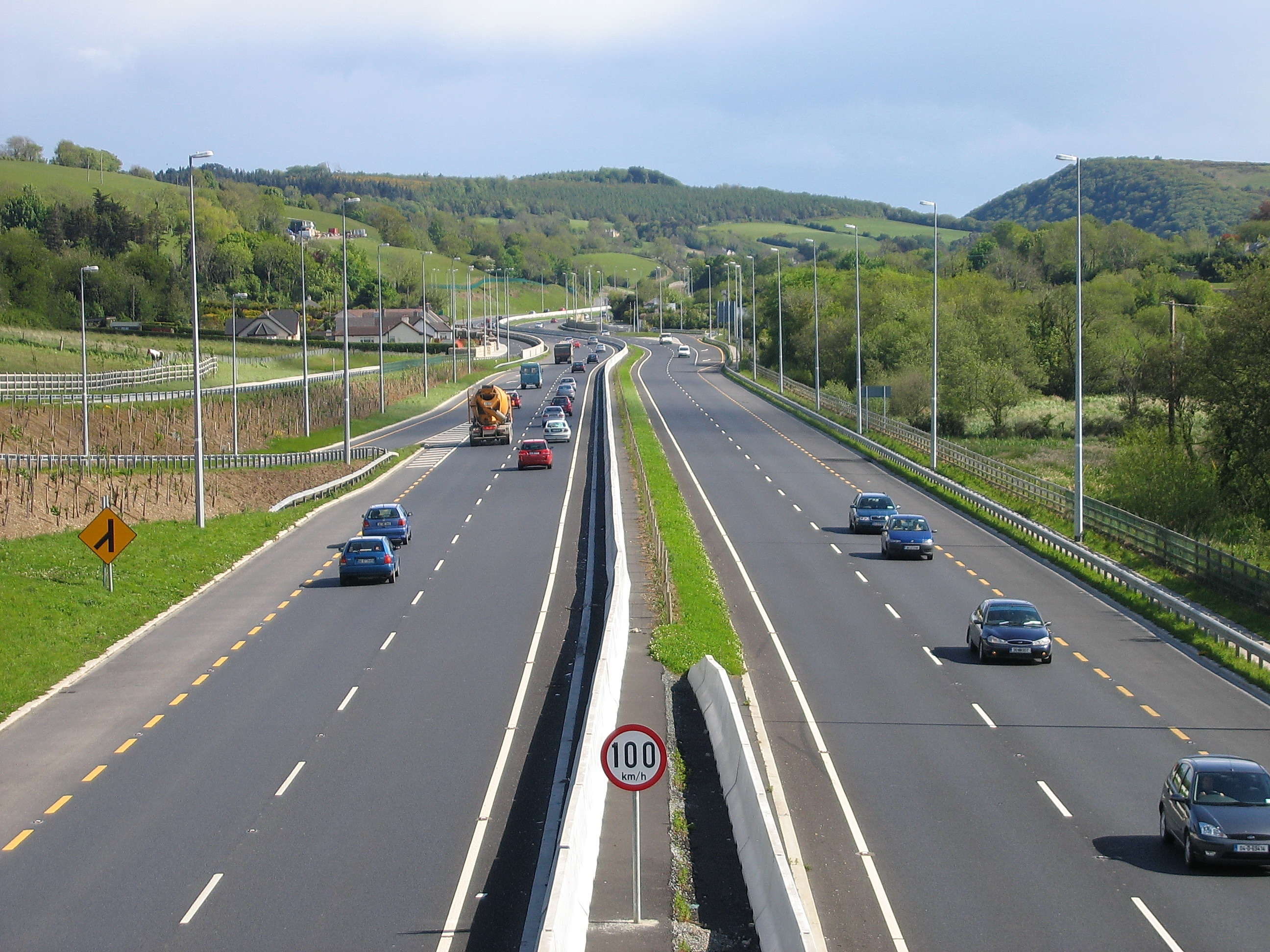
حاجز متوسط خرساني على الطريق N11 بالقرب من دبلن، أيرلندا
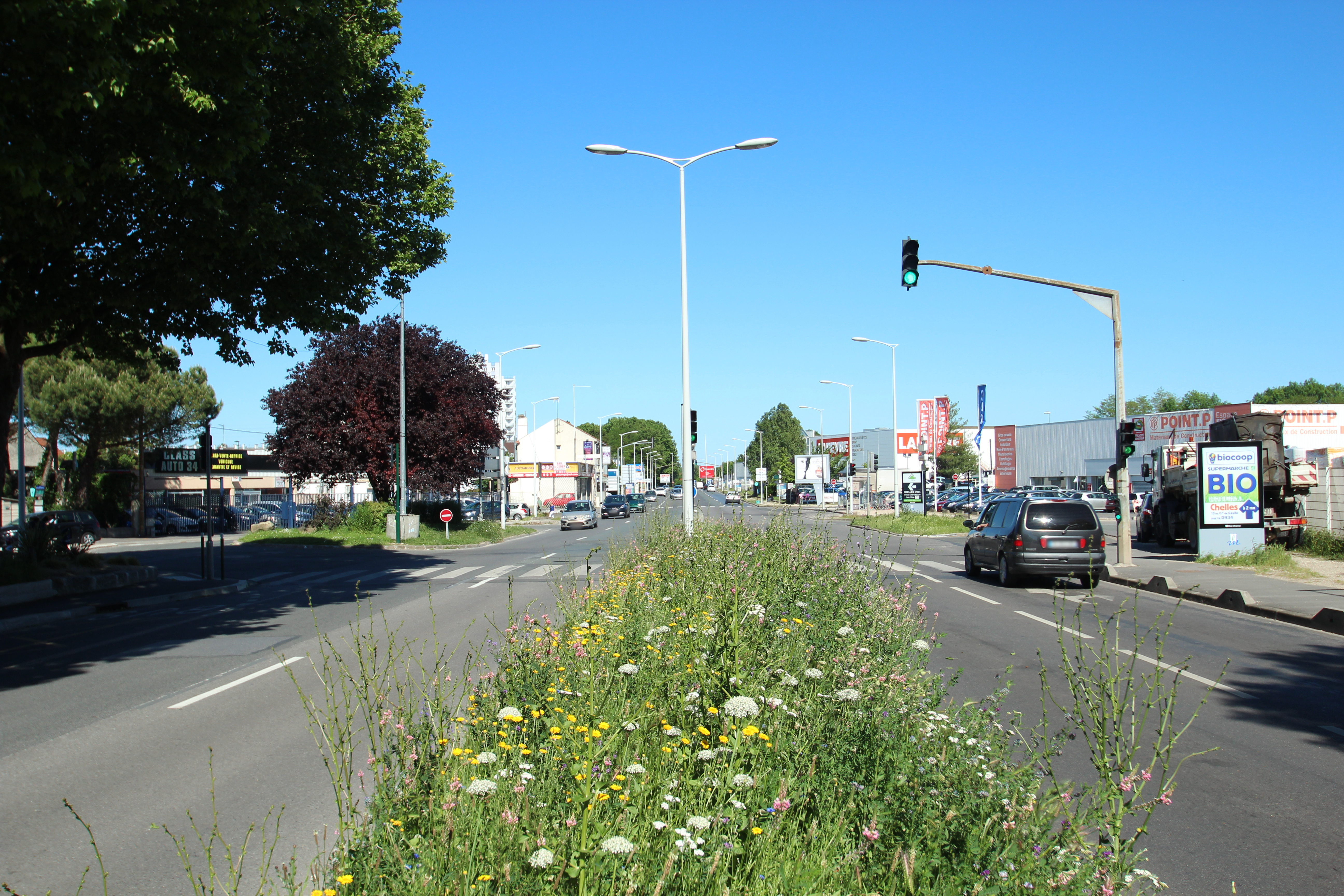
فاصل أوسط معشوشب بشارع جان جوريس في نيويلي سور مارني،فرنسا
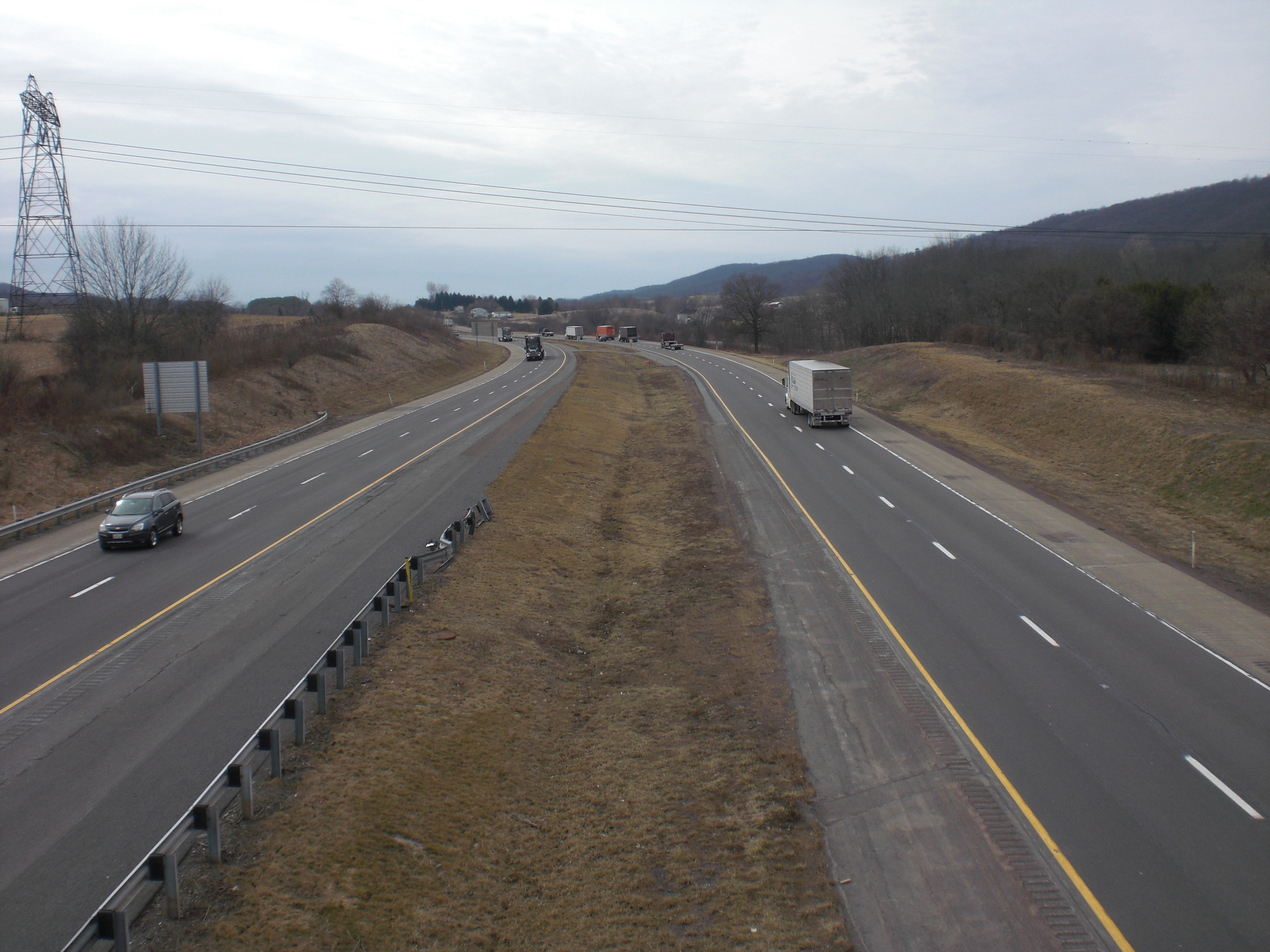
فاصل أوسط معشوشب على الطريق السريع 80 في بنسيلفانيا، الولايات المتحدة
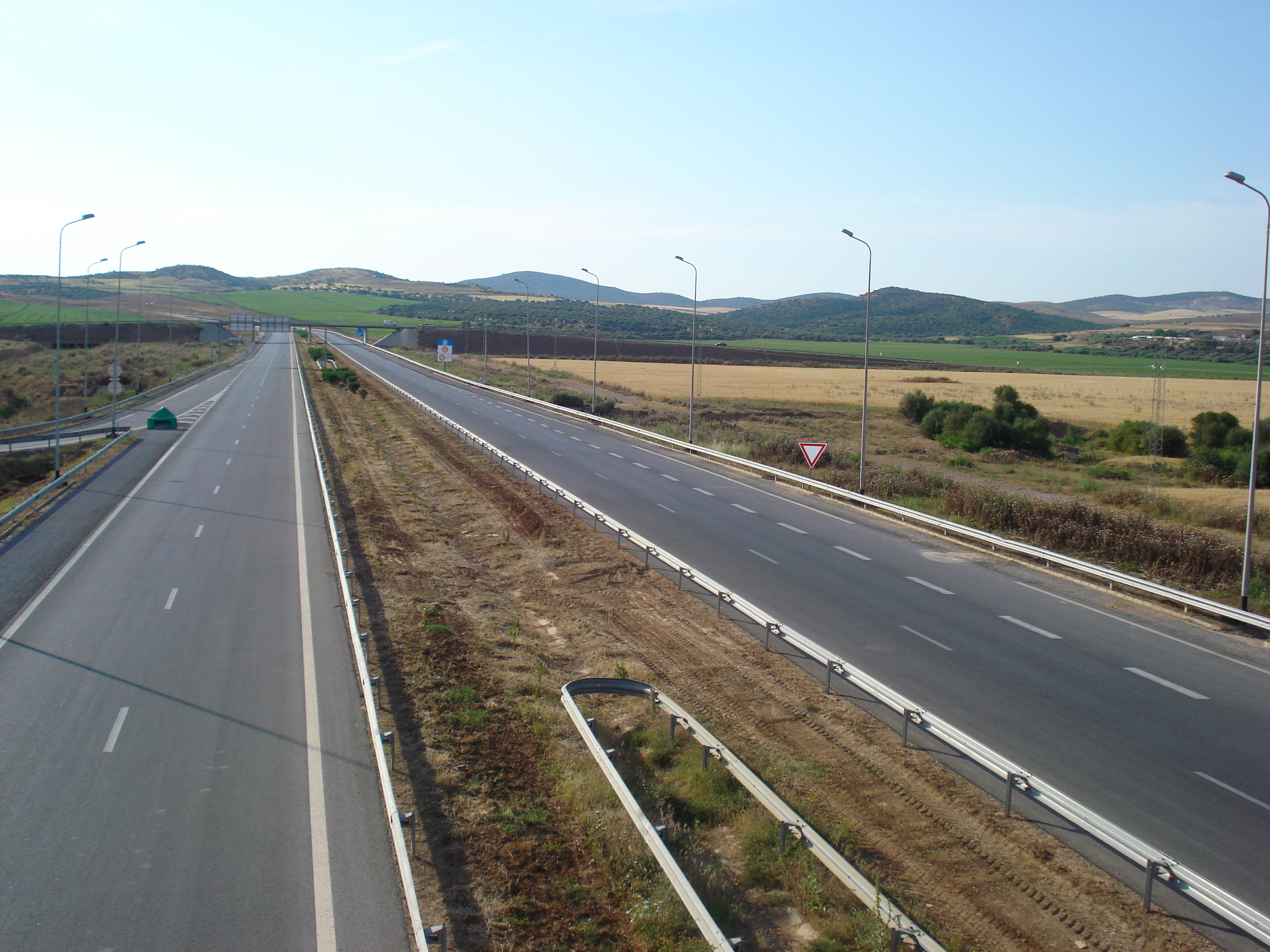
الطريق السيارة رقم 3 (تونس) تونس-باجة (ط س 3)
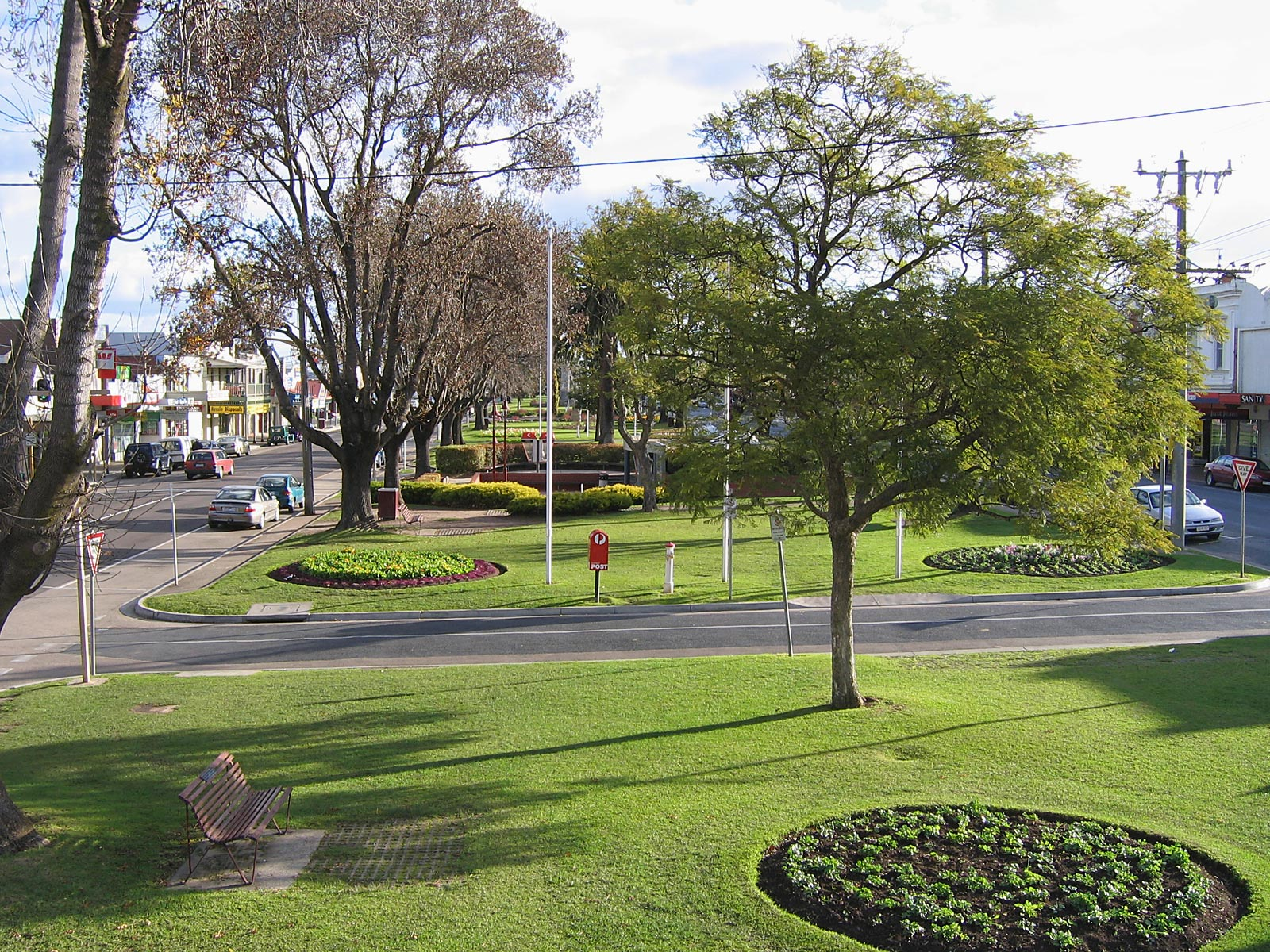
الفاصل الأوسط الواسع في الشارع الرئيسي، بايرنسدال، فيكتوريا، أستراليا تم تحويله إلى حديقة في المدينة.